# Königsberg (Goslar)
Der Königsberg ist ein etwa 454 m ü. NN hoher Berg im Harz bei Goslar im Landkreis Goslar, Niedersachsen (Deutschland).
Der Berg erhebt sich im Naturpark Harz rund 2 km südwestlich des historischen Ortskerns der Kernstadt von Goslar zwischen dem von der Grane durchflossenen Granestausee im Westen und dem Steinberg im Nordosten.
Auf seiner Südwestkuppe (ca. 435 m ü. NN; ⊙) befinden sich die Ruinen eines ehemaligen TBC-Genesungsheims und späteren Kinderheims (Königsberg-Sanatorium).